# 三线纹胸鮡
三线纹胸鮡（学名：Glyptothorax trilineatus）为輻鰭魚綱鯰形目鮡科纹胸鮡属的鱼类。分布於中国盈江、龙川江、怒江等、印度、尼泊爾、緬甸、泰國及寮國，體長可達30公分，棲息在山區急流底層水域，生活習性不明，可做為食用魚。该物种的模式产地在缅甸锡塘河。

## 扩展阅读
維基物種上的相關：三线纹胸鮡